# Fogasgalamb
A fogasgalamb vagy bagolycsőrű galamb (Didunculus strigirostris) a madarak osztályának galambalakúak (Columbiformes) rendjébe és a galambfélék (Columbidae) családjába tartozó Didunculus nem egyetlen faja.
Eléggé különálló faj a galambféléken belül, egymaga alkotja a fogasgalambformák (Didunculinae) alcsaládját. Legközelebbi rokonai a koronásgalambok (Goura).

## Előfordulása
Kizárólag a Szamoa szigetcsoport két nagyobb szigetén, Upolu és Savai'i szigetén fordul elő.
Szamoa állam nemzeti madara, helyi neve Manumea.

## Megjelenése
Testhossza 33 centiméter. Színezete zöldes, szárnyai és farka barna. Lábai hússzínűek. Legjellegzetesebb bélyege a lefelé hajló, kissé a papagájok csőre emlékeztető sárga, fekete végű csőre. A fiatal egyedek egyszínű barnásak.
Nagyon hasonlít a galambfélékkel rokon, mára kiirtott mauritiusi dodóra (Raphus cucullatus). A Didunculus név is „kis dodót” jelent. Mára az összehasonlító DNS-vizsgálatok bebizonyították, hogy nemcsak külső hasonlóságról van szó, tényleg a dodó egyik legközelebbi élő rokonfaja.

## Életmódja
Korábban úgy gondolták, hogy alapvetően a földön tartózkodó madár és ott is keresi élelmét. A fajt csak nemrég kezdték alaposabban kutatni és kiderült, hogy sokat tartózkodik a fákon és elsősorban a mahagónikkal rokon Dysoxylum fajok termését fogyasztja.
Korábban azt gondolták, hogy mint sok szigeti faj, a fogasgalamb is rossz repülő. Mára kiderült, hogy ez nem igaz, a faj jó repülő, sok időt tölt a fákon. Valószínűleg fészkét is ott építi, bár szaporodási szokásait eddig nem vizsgálták.

## Természetvédelmi helyzete
A fogasgalamb állománya 1845-ben történt felfedezése óta nagymértékben csökkent. Mára populációjának nagyságát 4800 és 7200 egyed közé becsülik. Fő veszélyeztető tényezője az élőhelyét jelentő erdők kiirtása és a húscélú vadászat. A Természetvédelmi Világszövetség a „veszélyeztetett” kategóriába sorolja a fajt.